# Rejon sobolewski
Rejon Sobolewski (ros. Соболевский район) - rejon administracyjny wchodzący w skład Kraju Kamczackiego położony na południowo-zachodniej części półwyspu, ze stolicą we wsi Sobolewo.
W rejonie Sobolewskim (według danych z 2010 roku) mieszkają 2604 osoby (z czego 68% - 1773 osoby, mieszkają w Sobolewie). Powierzchnia rejonu obejmuje 21 076 km²

## Miejscowości Rejonu
W rejonie znajdują się 4 wsie, w kolejności od największej do najmniejszej mianowicie:
- Sobolewo - 1773 mieszkańców
- Krutogorovsk - 387 mieszkańców
- Ustjewoje - 384 mieszkańców
- Icziński - 60 mieszkańców

## Historia
Rejon Sobolewski został stworzony 1 Kwietnia 1946 z inicjatywa Prezydium Rady Najwyższej RFSRR w celu rozbicia rejonu ust´-bolszerieckiego. Do 2007 wchodził w skład obwodu kamczackiego dopóki on nie został zlikwidowany wraz ze Koriackim Obwodem Autonomicznym aby stworzyć Kraj Kamczacki.

## Geografia
Jedna ze najdłuższych rzek w rejonie to jest Bolszaja Worowska której długość wynosi 167km, jej źródło leży w górach na wschodniej części rejonu i spływa do Morza Ochockiego.
Rejon graniczy ze pięcioma innymi jednostkami administracyjnymi: rejon tigilski od północy, rejon bystriński od północnego wschodu, rejon mikrowski od wschodu, rejon jelizowski od południowego wschodu, rejon ust´-bolszeriecki od południa.